# Calcarele cu orbitoline de la Piatra Corbului
Calcarele cu orbitoline de la Piatra Corbului este o arie protejată de interes național ce corespunde categoriei a IV-a IUCN (rezervație naturală de tip geologic și paleontologic), situată în estul Transilvaniei, pe teritoriul județului Alba.

## Localizate
Aria naturală se află în partea central-vestică a județului Alba, în sudul Munților Trascăului (grupă montană a Apusenilor), pe teritoriul administrativ al comunei Meteș (în nord-vestul satului Tăuți), în imediata apropiere de drumul național DN74, care leagă municipiul Alba Iulia de Zlatna. 

## Descriere
Rezervația naturală a fost declarată arie protejată prin Legea Nr.5 din 6 martie 2000, publicată în Monitorul Oficial al României, Nr.152 din 12 aprilie 2000, privind aprobarea Planului de amenajare a teritoriului național - Secțiunea a III-a - zone protejate și are o suprafață de 0,10 ha..
Aria protejată înființată în 1954 se compune dintr-un bloc de calcar brecios (alternanță de roci sedimentate constituite din șisturi cristaline, șisturi argilo-grezoase, gresii, calcare) ; printre care se intercalează granule de cuarț și magmatite. În blocul de calcar înalt de 14 m și lat de 2 m; se află depozite fosile de orbitoline (foraminifere neperforate, cu țesut în formă conică sau lenticulară) atribuite perioadei geologice a albianului (ultimul etaj al cretacicului inferior).